# Trocy-en-Multien
Trocy-en-Multien település Franciaországban, Seine-et-Marne megyében. Lakosainak száma 230 fő (2022. január 1.). Trocy-en-Multien Vincy-Manœuvre, Congis-sur-Thérouanne, Étrépilly és Le Plessis-Placy községekkel határos.

## Népesség
A település népessége az elmúlt években az alábbi módon változott:
| Lakosok száma | 247  | 244  | 239  | 236  | 233  | 230  | 228  | 230  |
|               | 2013 | 2015 | 2017 | 2018 | 2019 | 2020 | 2021 | 2022 |